# The Red Lion Hotel

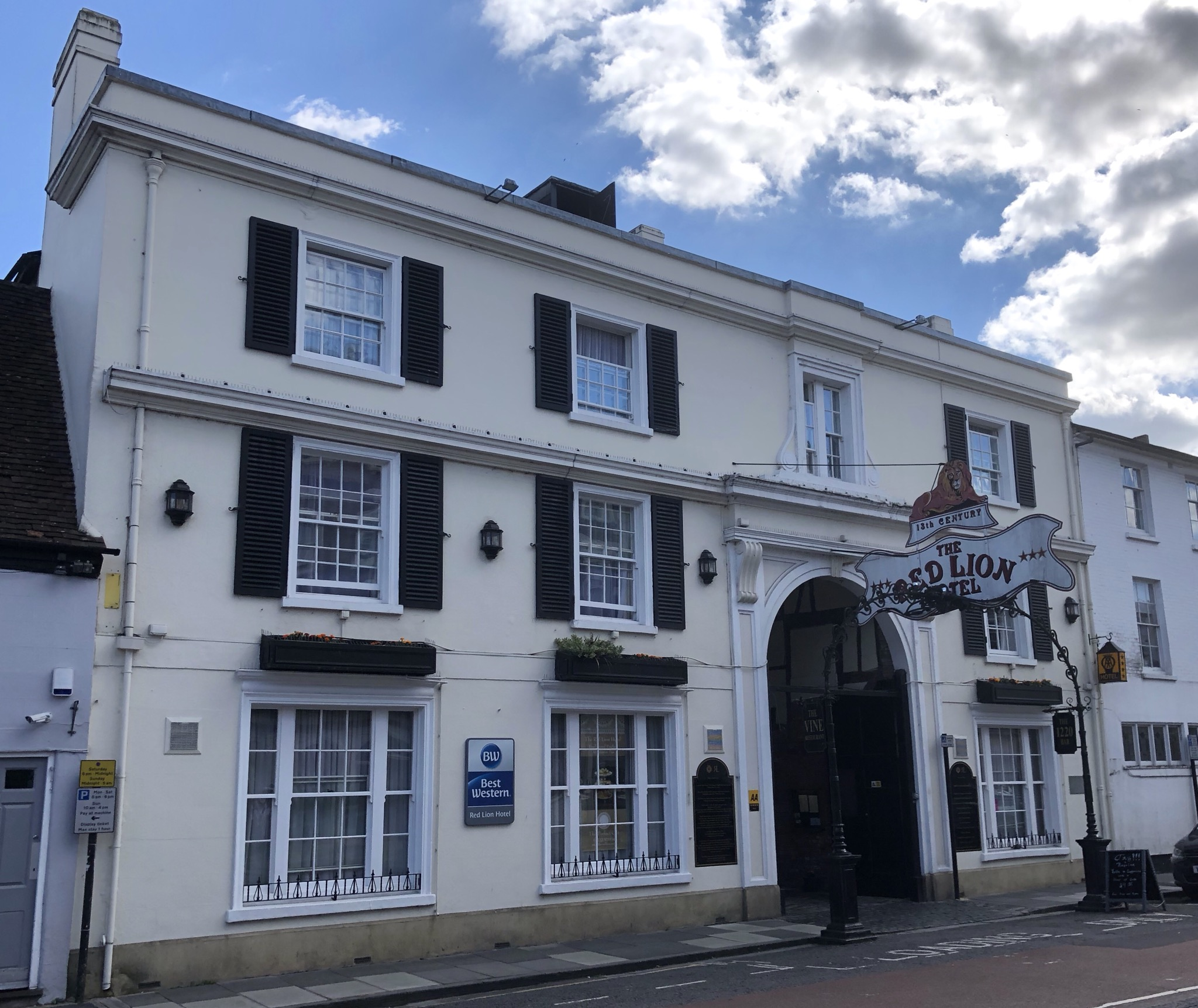
The Red Lion Hotel, Fassade zur Milford Street, 2019

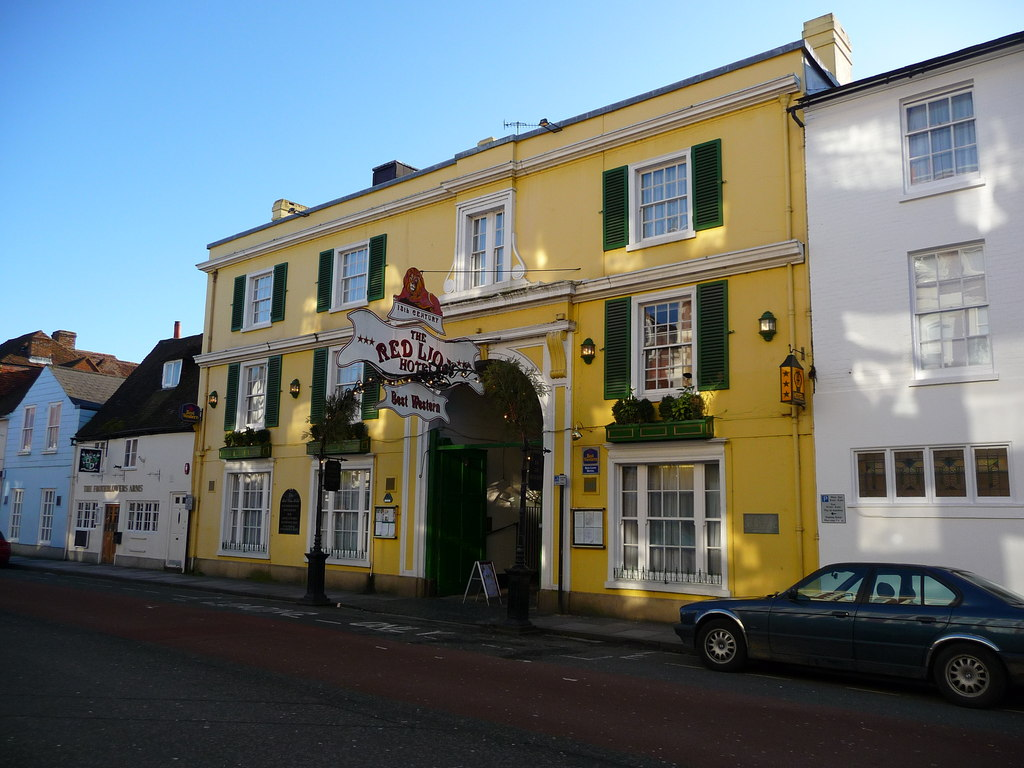
2010

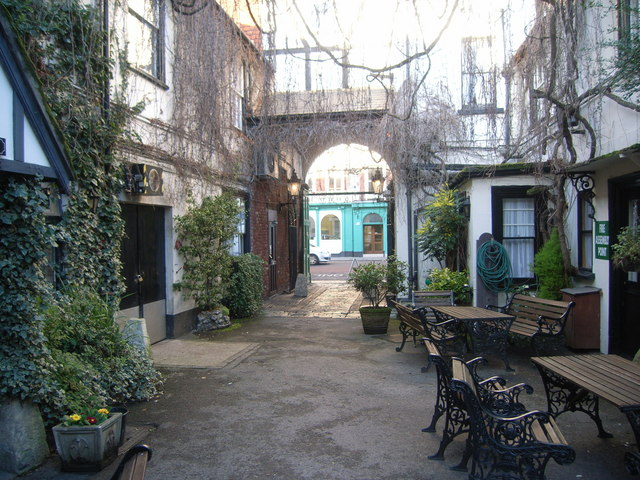
Blick vom Innenhof nach Norden durch den Torbogen zur Milford Street, 2008

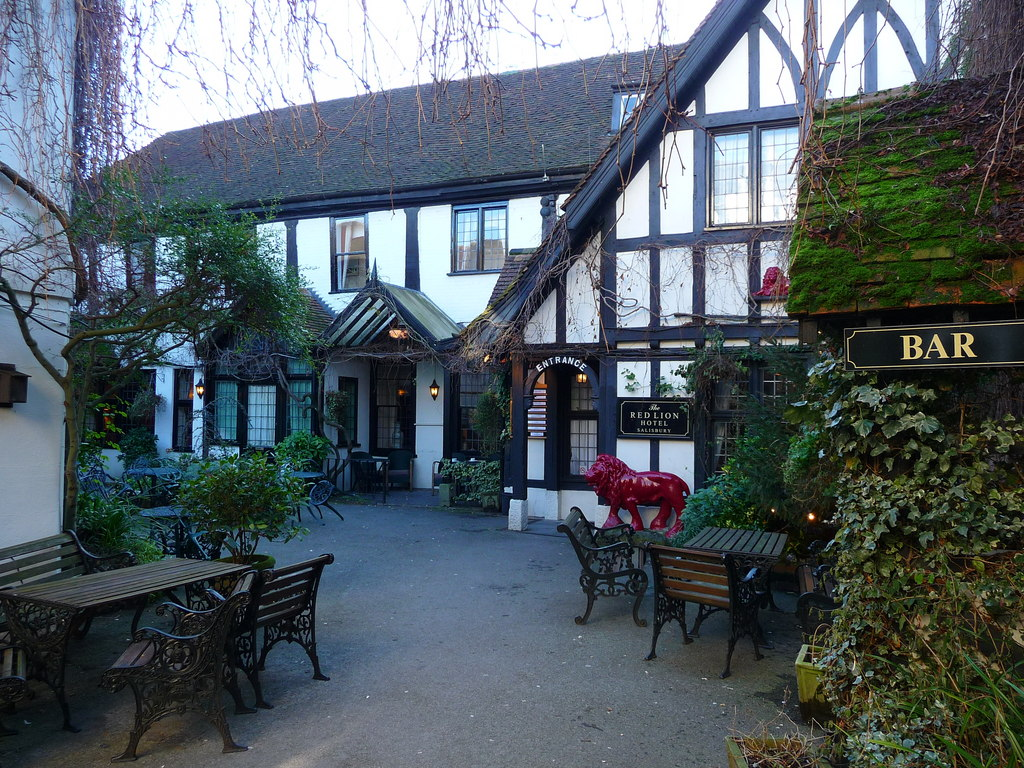
Blick vom Innenhof auf den Südflügel, 2010

Das Red Lion Hotel ist ein denkmalgeschütztes Hotel in Salisbury in England.

## Lage
Das Hotel liegt im Stadtzentrum von Salisbury und umfasst einen Gebäudekomplex, der sich zwischen der Milford Street im Norden und der Brown Street im Osten befindet. Die nördliche Zufahrt zum Hotel wird vom Bogen vor dem Red Lion Hotel überspannt.

## Ausstattung
Das Hotel The Red Lion gehört zur Kette Best Western und verfügt über 60 Zimmer, ein Restaurant sowie eine Bar. Es bestehen mehrere Veranstaltungs- und Tagungsräume mit Kapazitäten von 5 bis 110 Gästen.

## Geschichte
Die Geschichte des Hotels geht bis auf das Mittelalter und das damalige White Bear Inn (deutsche Bedeutung: Gasthaus Weißer Bär) zurück. Dieses Vorgängergebäude soll für den Architekten der Kathedrale von Salisbury errichtet worden sein. Ab dem Ende des 13. Jahrhunderts sollen im Haus dann Besucher der Kathedrale oder Salisburys untergebracht worden sein. In der Eigendarstellung des Hotels bezeichnet es sich als das älteste als Hotel errichtete noch bestehende Hotel Europas, mit einer mehr als 800-jährigen Geschichte.
Anfang des 18. Jahrhunderts wurde der Name in Red Lion and Cross Keys (deutsche Bedeutung: Roter Löwe und gekreuzte Schlüssel) geändert. 1766 übernahm Daniel Pearce Safe das Hotel von Ralph Musselwhite. Safe war Postmeister von Salisbury und verlegte das Postbüro in das Haus. Dies hatte zur Folge, dass das Hotel zum Ziel und Ausgangspunkt sämtlicher Postkutschen wurde, die nach oder von Salisbury verkehrten. Safe änderte dann am 30. Januar 1769 auch den Namen, so dass es seitdem nur noch Red Lion heißt. Vom 18. bis in das 20. Jahrhundert war das Hotel eine wichtige Adresse insbesondere für Geschäftsreisende, die auf der Strecke von London nach Exeter unterwegs waren. In den späten 1770er Jahren waren zeitweise, sehr zum Missfallen des Hoteleigentümers, Truppen im Haus einquartiert, was sich nachteilig auf die Geschäftstätigkeit des Hotels auswirkte. Gäste des Hauses waren auch Händler und Bauern, die den Markt von Salisbury besuchten.
Nach der Gründung des Salisbury Rugby Club wurde das Hotel auch dessen Vereinshaus. In der Zeit des Ersten Weltkriegs wurde das Haus auch von australischen Truppen genutzt, die in Codford stationiert waren. Sie blieben negativ in Erinnerung, da sie bei ihrem Abzug im Jahr 1918 zur Erinnerung auch ein Doppelbett des Hotels entwendeten.
Der Bogen ist seit dem 28. Februar 1952 als Denkmal gelistet und wird als Bauwerk von nationaler Bedeutung und speziellem Interesse in der Kategorie Grad II der englischen Denkmalliste geführt.

## Architektur
Der älteste heute noch bestehende Teil des Hotels ist der Südflügel. Eine hier ursprünglich vorhandene offene Galerie, von der aus man in den Innenhof sehen konnte, wurde im 19. Jahrhundert verschlossen. 
Die Fassade des dreigeschossigen nördlichen Flügels entlang der Milford Street stammt aus der Zeit des frühen 19. Jahrhunderts. In der rechten Gebäudehälfte befindet sich eine zwei Stockwerke hohe Gebäudedurchfahrt mit seitlichen Pilastern. Die Fassade zur Brown Street wurde im 18. Jahrhundert verändert.

## The Red Lion Hotel in der Literatur
Im Hotel wurde Molly Maidment geboren, die 1989 das Buch Child of the „Red Lion“: An Hotelier's Story veröffentlichte.